# Маренникова, Екатерина Александровна
Екатери́на Алекса́ндровна Маре́нникова (род. 29 апреля 1982 года, Ленинград) — российская гандболистка, заслуженный мастер спорта России; главный тренер клуба «Лада». Олимпийская чемпионка 2016 года и чемпионка мира 2005 года в составе сборной России.

## Биография
Начинала заниматься гандболом в 13 лет в СДЮСШОР Кировского района Санкт-Петербурга. Замужем. Есть сын.
Окончила Университет имени Лесгафта в Санкт-Петербурге.

## Карьера
Первым тренером являлась мать Маренниковой Нона Михайловна Мащицкая (род. 1942). Первым клубом стал «Трэмп-Спартак» из Петербурга.

### Достижения
- Золото на летних Олимпийских играх 2016
- Серебро на летних Олимпийских играх 2008 года;
- Золото на Всемирных юношеских играх 1998 года
- Серебро чемпионата Европы среди юниорок 1999 года
- Серебро чемпионата Европы среди молодёжи 2000 года
- Золото чемпионата мира среди молодёжи 2001 года
- Золото чемпионата мира 2005 года
- Обладательница Кубка мира (2006, 2014)
- Серебро чемпионата Европы 2006 года
- Золото чемпионата России (2005, 2006, 2008)
- Серебро чемпионата России (2007)
- Бронза чемпионата России (2012, 2013)
- Обладательница Кубка России 2014 года
- Серебро Лиги чемпионов 2007 года
- Золото Кубка Европейской гандбольной федерации 2012 года
- Обладательница Суперкубка России 2014

## Награды и звания
- Заслуженный мастер спорта России
- Медаль ордена «За заслуги перед Отечеством» II степени — за большой вклад в развитие физической культуры и спорта, высокие спортивные достижения на Играх XXIX Олимпиады 2008 года в Пекине (2009)[1]
- Орден Дружбы (25 августа 2016 года) — за высокие спортивные достижения на Играх XXXI Олимпиады 2016 года в городе Рио-де-Жанейро (Бразилия), проявленные волю к победе и целеустремленность[2].